# Josef Bucher
Josef Bucher, né le 19 août 1965 à Friesach, est un homme politique autrichien, membre du Parti de la liberté d'Autriche (FPÖ) jusqu'en 2005, puis de l'Alliance pour l'avenir de l'Autriche (BZÖ) qu'il dirige entre 2009 et 2013.